# Schwartzer Antal
Schwartzer Antal (Szekszárd, 1780. január 16. — Vác, 1834. december 29.) magyar gyógypedagógus.

## Életútja
Pécsett bölcsészetet, majd Pesten jogot tanult, amikor eljutott hozzá a Helytartótanács egy 1801-ben kelt pályázati felhívása a siketek tanításának Bécsben történő tanulmányozására. Egy évig tanult Bécsben, s az 1802-ben Vácott megnyílt első gyógypedagógiai intézményben, a Siketek Nevelőházában első tanárrá nevezték ki, majd Simon Antal utódaként haláláig (1808-1834) annak neves igazgatója. Sokat küzdött az intézet mostoha ellátási körülményeinek jobbításáért. Alkotóan honosította meg a külföldön tanultakat, részese volt az akkor új, ún. „bécsi vegyes módszer” (Michael Venus) kialakításának. Elsőként írt Magyarországon tankönyveket siket tanulóknak.
Schwartzer Antal munkássága példaként szolgált a Schwartzer család három másik tagjának, akiket a gyógypedagógia történetében hasonlóan számon tartanak. Fia, Fekete Károly később utóda, továbbá Schwartzer Ferenc (1818-1889) és Babarczi Schwartzer Ottó (1853-1913) a magyar tudományos elmeorvoslás kiemelkedő, úttörő egyéniségei, akik munkásságukkal a pszichiátria és a gyógypedagógia érintkezési pontjai révén az oligofrénpedagógia és a pszichopedagógia területén váltak részesévé a 19. és a 20. század fordulójára kibontakozó magyar gyógypedagógia eredményeinek.

## Főbb munkái
- A siketnémák váci kir. országos intézetének históriája. 1810. Vácott, 1928.;
- Első esméretek a siketnémák számára May szerént. Buda, 1817. (A második rész 1823-ban jelent meg, mindkettő németül is.);
- Magyar nyelvtanító könyv a siketnémák számára. I-III. Budán, 1817. (Mindhárom németül is.);
- Lehrmethode zum Unterrichte der Taubstummen in der Tonsprache für Lehrer… Ofen, 1827.